# Сладкарски форми
Сладкарските форми са съдове или калъпи, използвани в различни техники за приготвяне на храна за оформяне на готово блюдо.

## Употреба
Сладкарските форми могат да послужат за различни храни:
- Форми за торти (например форми за мъфини, кексове, пайове, тестени сладкиши, и други видове съдове за печене)
- Желатинови форми
- Форми за сладолед и други замразени десерти
- Форми за мус
- Масло
- Пружинна (с отделящо се дъно) тава

## Изработка
Изработени са най-често от стомана (напр. карбонова стомана), с мраморно или др. покритие. Силиконовите форми позволяват и гъвкавост, улесняваща отделянето на сладките.

## Галерия
- Силиконова и метална форма за печене на кекс
- Пружинна тава
- Крем карамел в метална чашка
- Крем карамел от Перу в стъклен съд
- Керамичен съд за желе, ок. 1750
- Японски тежък тиган Takoyakiki, използван за направата на Takoyaki

|  | Тази страница частично или изцяло представлява превод на страницата Mold (cooking implement) в Уикипедия на английски. Оригиналният текст, както и този превод, са защитени от Лиценза „Криейтив Комънс – Признание – Споделяне на споделеното“, а за съдържание, създадено преди юни 2009 година – от Лиценза за свободна документация на ГНУ. Прегледайте историята на редакциите на оригиналната страница, както и на преводната страница, за да видите списъка на съавторите. ВАЖНО: Този шаблон се отнася единствено до авторските права върху съдържанието на статията. Добавянето му не отменя изискването да се посочват конкретни източници на твърденията, които да бъдат благонадеждни. |